# Eduardo Iturrizaga
Eduardo Patricio Iturrizaga Bonelli (ur. 1 listopada 1989 w Caracas) – wenezuelski szachista, pierwszy arcymistrz w historii tego kraju (tytuł otrzymał w 2008 roku).

## Kariera szachowa
Wielokrotnie zdobywał złote medale indywidualnych mistrzostw Wenezueli, zarówno juniorów jak i seniorów. Był również trzykrotnym reprezentantem kraju na szachowych olimpiadach (w latach 2004–2008), największy sukces odnosząc w 2006 r. w Dreźnie, gdzie za indywidualny wynik na II szachownicy otrzymał brązowy medal.
W 2003 r. zdobył w San Cristobal złoty medal w mistrzostwach państw Ameryki Środkowej i basenu Morza Karaibskiego juniorów, natomiast w latach 2004 (w kategorii do 16 lat, w Bogocie) oraz 2006 (do 20 lat, w Bogocie) dwukrotnie zwyciężył w mistrzostwach państw panamerykańskich juniorów. W 2007 r. podzielił I m. (wspólnie z Julio Grandą Zunigą, Aleksandrem Iwanowem, Warużanem Akobjanem i Darcy Limą) w mistrzostwach kontynentu amerykańskiego, rozegranych w Cali, dzięki czemu zakwalifikował się do turnieju o Puchar Świata, w I rundzie tego turnieju przegrywając z Piotrem Swidlerem. W 2008 r. zdobył srebrny medal w rozegranych w Linares i Morelii mistrzostwach państw iberoamerykańskich (w finale przegrywając z Julio Grandą Zunigą). W latach 2008 (wspólnie z Stewartem Haslingerem, Borysem Awruchem i Władimirem Burmakinem) i 2009 (wspólnie z Robertem Kempińskim i Julenem Luísem Arizmendim Martínezem) dwukrotnie podzielił I m. w otwartych turniejach w Benidormie. Również w 2009 r. zwyciężył w turniejach w La Asunción, Balaguerze (wspólnie z Kiriłem Georgiewem) i San Jose (wspólnie z Lazaro Bruzonem Batistą). Dzięki sukcesowi w San Jose po raz drugi w karierze zakwalifikował się do turnieju o Puchar Świata, w I rundzie pokonując Siergieja Tiwiakowa, ale w II przegrywając z Baadurem Dżobawą. W 2010 r. podzielił I m. (wspólnie z m.in. Viorelem Iordachescu i Siergiejem Wołkowem) w Dubaju. W 2015 r. zwyciężył w Rochefort.
Najwyższy ranking w dotychczasowej karierze osiągnął 1 marca 2017 r., z wynikiem 2673 punktów zajmował wówczas 72. miejsce na światowej liście FIDE, jednocześnie zajmując 1. miejsce wśród wenezuelskich szachistów.